# Crepis divaricata
Crepis divaricata là một loài thực vật có hoa trong họ Cúc. Loài này được (Lowe) F.W.Schultz mô tả khoa học đầu tiên năm 1840.